# فرهنگسرای قرآن
فرهنگسرای قرآن در سال ۱۳۷۹ افتتاح شده‌است. این فرهنگسرا با هدف برپائی فعالیت‌های تخصصی قرآنی، ادبی و هنری و حمایت از هنرمندان در جهت خلق آثار هنری قرآنی و نیز آشنائی گروه‌های مختلف جامعه با فرهنگ قرآنی ایجاد شده‌است. به تعبیری دیگر، کاربردی کردن قرآن کریم و تلاش در جهت جاری ساختن قرآن
در سطوح مختلف جامعه.
اولین مدیر این مجموعه محمدرضا پورمعین (۷۹–۸۸) و دومین مدیر این مجموعه علی اکبر توپچی (۸۹–۹۸) سومین مدیر رحیم خاکی (۹۸-۴۰۰)و چهارمین رییس فرهنگسرا سعیدزکی لو (۴۰۰ تا ۴۰۲) و از سال ۴۰۳ مدیریت این مجموعه را حجت الاسلام والمسلمین رضا گمار به عهده دارد.

## امکانات
امکانات موجود در ساختمان فرهنگسرا عبارتند از:
- سالن سینما و تئاتر با ظرفیت ۳۰۰ نفر
- نگارخانه هدی
- سالن حبل المتین با ظرفیت ۱۰۰نفر
- موزه قرآن کریم که نسخه‌های کمیاب و نفیس قرآن را در خود جای داده‌است.
- کتابخانه هدی با بیش از ۱۰۰۰۰ جلد کتاب
- نماز خانه
- آکادمی تخصصی حفظ قرآن کریم، ویژه دختران وپسران
- فضای اداری و آموزشی.
- سالن ورزشی به مساحت ۳۰۰ متر مربع.